# (3998) Tezuka
(3998) Tezuka est un astéroïde de la ceinture principale.

## Description
(3998) Tezuka est un astéroïde de la ceinture principale. Il fut découvert le 1er janvier 1989 à Chiyoda par Takuo Kojima. Il présente une orbite caractérisée par un demi-grand axe de 2,28 UA, une excentricité de 0,20 et une inclinaison de 6,5° par rapport à l'écliptique.

## Compléments